# Česká Bělá
Česká Bělá è un comune mercato della Repubblica Ceca facente parte del distretto di Havlíčkův Brod, nella regione di Vysočina.